# Michael Nagele
Michael Nagele (* 22. August 1884 in Thon, Gemeinde Grafenstein (Kärnten); † 5. Juni 1969 in Bludenz) war ein österreichischer Politiker (SPÖ) und Bundesbahnbeamter. Er war von 1945 bis 1954 Abgeordneter zum Vorarlberger Landtag. 

## Ausbildung und Beruf
Nagele absolvierte zunächst die Volksschule und erlernte nach dem Abschluss der Pflichtschule wie bereits sein Vater den Beruf des Schmiedes. Er übersiedelte 1908 nach Vorarlberg und arbeitete ab 1910 als Arbeiter der k.k. Staatsbahnen in Feldkirch sowie als Arbeiter der Staatsbahnen in Bludenz. Er diente 1914 und 1915 während des Ersten Weltkriegs in der österreichischen Armee. Später war er als Werkmeister bei den Österreichischen Bundesbahnen beschäftigt.

## Politik und Funktionen
Nagele engagierte sich lokalpolitisch in Bludenz und in der örtlichen Ortsgruppe der Sozialdemokratischen Partei. Er übernahm 1926 die Funktion des Ortsparteiobmanns der Sozialdemokratischen Partei Bludenz und wurde im selben Jahr auch Bezirksparteivorsitzender der Sozialdemokratischen Bezirksorganisation Bludenz. Zudem wirkte er ab 1929 als Mitglied der Gemeindevertretung von Bludenz. Im Zuge des Österreichischen Bürgerkriegs und dem darauf folgenden Verbot der Sozialdemokratischen Partei verlor Nagele sein Mandat in der Bludenzer Gemeindevertretung sowie seine parteiinternen Funktionen. 
Nach dem Zweiten Weltkrieg war Nagele zwischen 1945 und 1950 erneut Obmann der SPÖ-Ortsgruppe Bludenz sowie ebenfalls von 1945 bis 1950 Bezirksparteivorsitzender der SPÖ Bludenz. Er wurde des Weiteren Mitglied des Landesparteivorstandes der SPÖ Vorarlberg und wirkte zwischen 1947 und 1950 erneut als der Gemeindevertretung von Bludenz. Er war zudem Wohnungsreferent der Stadt Bludenz und von 1946 bis 1954 Mitglied des Kuratoriums der Landesfeuerversicherung. Als Abgeordneter des Wahlbezirkes Bludenz wurde er am 11. Dezember 1945 zum Abgeordneten des Vorarlberger Landtags angelobt. Er gehörte dem Landtag in der Folge bis zum 28. Oktober 1954 an, wobei er in seiner ersten Gesetzgebungsperiode Mitglied im Rechtsausschuss sowie ab 1948 Mitglied im Finanzausschuss war. Ab 1949 fungierte er als Mitglied im Erziehungs- und Volksbildungsausschuss.

## Privates
Michael Nagele wurde als Sohn des Schmiedemeisters Michael Nagele aus Ebenthal und dessen Gattin Anna Nagele geb. Simoner aus Kötschach geboren. Er heiratete die aus Stillfried gebürtige Maria Kren (1886–1985) und hatte mit ihr eine Tochter (* 1918) und einen Sohn (* 1923).